# Pedro de Quirós
Pedro de Quirós, född omkring 1590 i Sevilla, död i juni 1667 i Madrid, var en spansk skald.
Quirós höll sig fri från kultismens inflytande. Hans produktion var inte stor, men konstnärligt betydande. I Amador de los Ríos tidskrift El Cisne (1838) publicerades först den fina madrigalen A una tórtola och den ypperliga sonetten A las ruínas de Italica, och i Rivadeneiras Biblioteca: Poetas líricos del siglo XVI–XVII återfinns en del epigram, redondillas med mera av Quirós.